# Xã Farden, Quận Hubbard, Minnesota
Xã Farden (tiếng Anh: Farden Township) là một xã thuộc quận Hubbard, tiểu bang Minnesota, Hoa Kỳ. Năm 2010, dân số của xã này là 1.137 người.